# Psychoglypha ormiae
Psychoglypha ormiae är en nattsländeart som först beskrevs av Ross 1938.  Psychoglypha ormiae ingår i släktet Psychoglypha och familjen husmasknattsländor. Inga underarter finns listade i Catalogue of Life.